# 로컬 통신 플레이
로컬 통신 플레이(Local Connecting Play)는 인터넷 상에서의 다양한 사용자들과 게임 등을 하는 것이다. 단, 때에 따라 친구 코드가 필요할 수 있다.